# Posadaj
Posadaj – część miasta Skarżyska-Kamiennej, usytuowana na wschodzie miasta.
Administracyjnie wchodzi w skład osiedla Dolna Kamienna I. Jest to niewielkie skupisko osadnicze nad Kamienną, na końcu ulicy 3 Maja.